# Noah Crawford
Noah Caleb Crawford, född 13 oktober 1994 i Oklahoma City, Oklahoma, är en amerikansk skådespelare. Han är mest känd som Nelson Baxter från sin tid i Nickelodeon serien How to Rock, och rollen som den unge Earl Hickey i My Name Is Earl.